# Noah (książę Nassau)
Książę Noah z Nassau (Noah Etienne Guillaume Gabriel Matthias Xavier de Nassau, ur. 21 września 2007 w Luksemburgu) – luksemburski książę z dynastii Burbon-Parmeńskiej, syn księcia Ludwika z Luksemburga i jego małżonki, Tessy Antony-de Nassau; nie zajmuje miejsca w linii sukcesji luksemburskiego tronu.
Książę Gabriel urodził się w Genewie jako drugie dziecko księcia Ludwika z Luksemburga i jego żony, Tessy de Nassau.
Po urodzeniu nie otrzymał tytułów szlacheckich. W 2009 wielki książę Henryk nadał mu tytuł Jego Królewskiej Wysokości księcia Nassau.
Poprzez swojego przodka, Jana Wilhelma Friso, księcia Oranii spokrewniony jest ze wszystkimi rodzinami królewskimi i książęcymi panującymi w Europie. Jest wnukiem Henryka, wielkiego księcia Luksemburga.
Mieszka w Londynie.

## Powiązania rodzinne
Książę Noah urodził się 21 września 2007 w klinice w Luksemburgu.
Jego rodzicami są książę Ludwik z Luksemburga, członek wielkoksiążęcej rodziny Luksemburga i jego żona, Tessy Antony-de Nassau, pochodząca z Luksemburga wojskowa. Ludwik i Tessy rozwiedli się w marcu 2019. Od tej pory książę pozostaje pod opieką matki.
Jego dziadkami są ze strony ojca Henryk, wielki książę Luksemburga, panujący w państwie od 2000 roku i wielka księżna Maria Teresa, mająca kubańskie pochodzenie; natomiast ze strony matki Franciszek Antony i Regina Helena Antony.
Ma starszego brata, księcia Gabriela.
Został ochrzczony w wierze katolickiej 27 października 2007 w kościele parafialnym w Gilsdorf. Jego rodzicami chrzestnymi zostali książę Wilhelm (brat ojca) i Patty Antony (siostra matki).

## Członek rodziny książęcej
26 marca 2019 razem z matką i bratem wziął udział w charytatywnym biegu Relay for Life.
4 kwietnia ogłoszono oficjalnie rozwód jego rodziców. Książę Gabriel pozostaje pod opieką matki w Londynie, podczas gdy jego ojciec mieszka w Paryżu.